# Saint-Gilles (Saona i Loara)
Saint-Gilles – miejscowość i gmina we Francji, w regionie Burgundia-Franche-Comté, w departamencie Saona i Loara.
Według danych na rok 1990 gminę zamieszkiwały 284 osoby, a gęstość zaludnienia wynosiła 78 osób/km² (wśród 2044 gmin Burgundii Saint-Gilles plasuje się na 629. miejscu pod względem liczby ludności, natomiast pod względem powierzchni na miejscu 1306.).